# James Peebles
Phillip James Edwin Peebles (25 de abril de 1935) (también conocido como P. James E. Peebles o Jim Peebles) es un físico canadiense, cuya labor científica ha sido desarrollada en su mayor parte en el campo de la cosmología en instituciones estadounidenses. Doctorado por la Universidad de Princeton en 1962. Profesor de Ciencia (emérito) con la cátedra Albert Einstein en la Universidad de Princeton, en Nueva Jersey (Estados Unidos). Fue galardonado, junto con Michel Mayor y Didier Queloz, con el Premio Nobel de Física de 2019.
James Peebles predijo algunas de las más importantes propiedades de las fluctuaciones de la radiación de fondo de microondas ya en la década de 1970. Más tarde desarrolló las bases para la descripción estadística de la estructura del universo. Durante mucho tiempo ha sido uno de los principales defensores de la visión jerárquica de la formación de estructuras. Actualmente sigue trabajando en la Universidad de Princeton intentando contestar preguntas tales como ¿qué es la materia oscura?, ¿cuál es el origen de las galaxias? o ¿cómo es la geometría del Universo?[cita requerida]

## Galardones
- Medalla Eddington de la Real Sociedad Astronómica Británica (1981)
- Premio Heineman (1982)
- Henry Norris Russell Lectureship (1993)
- Medalla Bruce (1995)
- Medalla de oro de la Real Sociedad Astronómica (1998)
- Premio Shaw en Astronomía (2004)
- Premio Crafoord con James E. Gunn y Martin Rees (2005)
- Hitchcock Professorship (2006)
- Premio Nobel de Física (2019)